# ヴェステルプラッテ (映画)
ヴェステルプラッテ（ポーランド語:Westerplatte broni się nadal）とは、1967年に公開されたポーランドの歴史映画である。監督はスタニスワフ・ルジェーヴィッチ。

1939年のポーランド侵攻の序盤、グダニスクのヴェステルプラッテ攻防戦での7日間を基にした映画である。第5回モスクワ国際映画祭で銀賞を受賞した。

## あらすじ
1939年9月1日、ナチス・ドイツ軍はポーランド軍ヴェステルプラッテ基地に突如として攻撃を仕掛けた。降伏を検討する基地司令官ヘンリク・スチャルスキ少佐に対し、副官フランシシェク・ドブロウスキ大尉は徹底抗戦を主張する。ドイツ軍から基地を防衛するための一週間の激戦が幕を開ける。